# Ohilimia laensis
Espèce
Ohilimia laensis est une espèce d'araignées aranéomorphes de la famille des Salticidae.

## Distribution
Cette espèce est endémique de la province de Morobe en Papouasie-Nouvelle-Guinée,. Elle se rencontre vers Lae

## Description
La carapace de la femelle holotype mesure 2,55 mm de long sur 2,08 mm et l'abdomen 3,20 mm sur 1,68 mm.

## Étymologie
Son nom d'espèce, composé de la[e] et du suffixe latin -ensis, « qui vit dans, qui habite », lui a été donné en référence au lieu de sa découverte, Lae.

## Publication originale
- Gardzińska & Patoleta, 2010 : A new species of Ohilimia Strand, 1911 from New Guinea (Araneae: Salticidae). Genus, vol. 21, no 4, p. 625-629.